# 港 (福岡市)
港（みなと）は福岡県福岡市中央区にある町名。現行の行政地名は、港一丁目から港三丁目までである。面積は32.15ヘクタール。2023年2月末現在の人口は人口は4,556人。郵便番号は810-0075。

## 地理
福岡市中央区港は、福岡市の都心部とされる中央区天神等の西北西約1 - 2キロメートル、中央区の北部に位置する。北で港福浜線及び福岡高速環状線を挟んで荒津と、東で博多湾（博多漁港区域）及び長浜と、南で那の津通りを挟んで大手門と、西で荒戸荒津線を挟んで荒戸、西公園及び荒津と接している。また東は博多漁港（漁港区域）及びその入り口（港湾区域）を介して那の津（須崎ふ頭）に面する。博多漁港（長浜）に近く、海岸沿いに造船会社、製氷工場、水産加工工場、倉庫などが立並び、また、住宅地としての土地利用もなされている。

### 都市計画
都市計画に関しては、「福岡市都市計画マスタープラン」において定められた方針については次のとおりである。幹線道路である那の津通り（千鳥橋唐人町線）及び荒戸荒津線の沿道は、商業、業務、サービス施設や中高層住宅などが連続した「沿道軸」に位置付けられている。北側（港三丁目の大部分）が「港湾機能ゾーン」に位置付けられ、東西のアクセスや周辺との接続動線の強化などがまちづくりの視点とされており、これ以外のゾーンが、天神、大名等からなる都心部の外延部として、住宅を中心に都心機能を支援する業務施設・商業施設が共存する「複合市街地ゾーン」に位置付けられ、職住が調和した複合市街地づくりと良好な街並みの形成などがまちづくりの視点とされている。用途地域については次のとおりである。那の津通りの北側の一定の地域（港1422、1425、1432、1433、1434及び1438号線まで）が商業地域に、荒戸荒津線の東側の一定の地域（港1409及び1418号線まで、ただし、港1422号線以南を除く）が近隣商業地域に、港福浜線及び福岡高速環状線の南側の一定の地域（港1399、1401及び1608号線まで）が工業地域に、これら以外の地域が準工業地域に指定されている。また、造船工場等が立地する港三丁目の東側地区が都市計画法及び港湾法に基づく臨港地区に、その分区は全域が工業港区に指定されている。

## 語源
町名の「港」は、博多湾に面し福岡船だまりがあることに由来する。

## 歴史

### 町域の変遷
現在の地名は、1964年（昭和39年）における住居表示の実施に伴う地名変更によって定められたものであり、その実施前後の地名は次表のとおりである。
| 住居表示実施後           | 実施年月日          | 住居表示実施前（各町名・大字の一部）                                                                                 |
| ------------------------ | ------------------- | --- |
| 港一丁目から港三丁目まで | 1964年 （昭和39年） | 福崎町、舞鶴町、入船町一丁目及び二丁目並びに長倉町、荒津町、築石町、東湊町、西湊町、南湊町、北湊町及び荒戸村の各一部 |

## 人口
港一丁目から港三丁目までの人口の推移を福岡市の住民基本台帳（公称町別）に基づき示す（単位：人）。集計時点は各年9月末現在である。
- 2001年（平成13年）：3,199
- 2002年（平成14年）：3,369
- 2003年（平成15年）：3,497
- 2004年（平成16年）：3,522
- 2005年（平成17年）：3,405
- 2006年（平成18年）：3,569
- 2007年（平成19年）：3,740
- 2008年（平成20年）：3,883
- 2009年（平成21年）：3,902
- 2010年（平成22年）：3,998
- 2011年（平成23年）：4,053
- 2012年（平成24年）：4,031
- 2013年（平成25年）：4,080
- 2014年（平成26年）：4,069
- 2015年（平成27年）：4,012
- 2016年（平成28年）：3,968
- 2017年（平成29年）：3,983
- 2018年（平成30年）：4,145
- 2019年（令和元年）：4,208
- 2020年（令和2年）：4,325
- 2021年（令和3年）：4,433
- 2022年（令和4年）：4,462

## 交通

### 鉄道
鉄道については、福岡市交通局が運営する地下鉄の福岡市地下鉄空港線が地区の南方に通っており、大手門、城内、荒戸及び大濠公園に跨る位置に次の駅がある。
- 大濠公園駅

また、港の東側の一部からは次の駅が近い。
- 赤坂駅

### バス
バスについては、西日本鉄道株式会社が運営する西鉄バスが運行しており、次の停留所がある。
- 那の津通り沿い：港二丁目、すの子、港一丁目
- 荒戸荒津線沿い：給油センター、港郵便局前、港銀座通

### 道路
主な幹線道路等は次の通り。

#### 都市高速道路
都市高速道路としては福岡高速環状線が町域の北側に通っており、最寄りの出入り口としては荒津二丁目に次のものがある。
- 西公園出入口（料金所・ランプ）

#### 市道
福岡市が管理する市道の主要なものは次のとおりである。
- 那の津通り（千鳥橋唐人町線）
- 舞鶴港線
- 荒戸荒津線（みなと銀座通り）
- 港福浜線
- 港1423号線

主な幹線道路
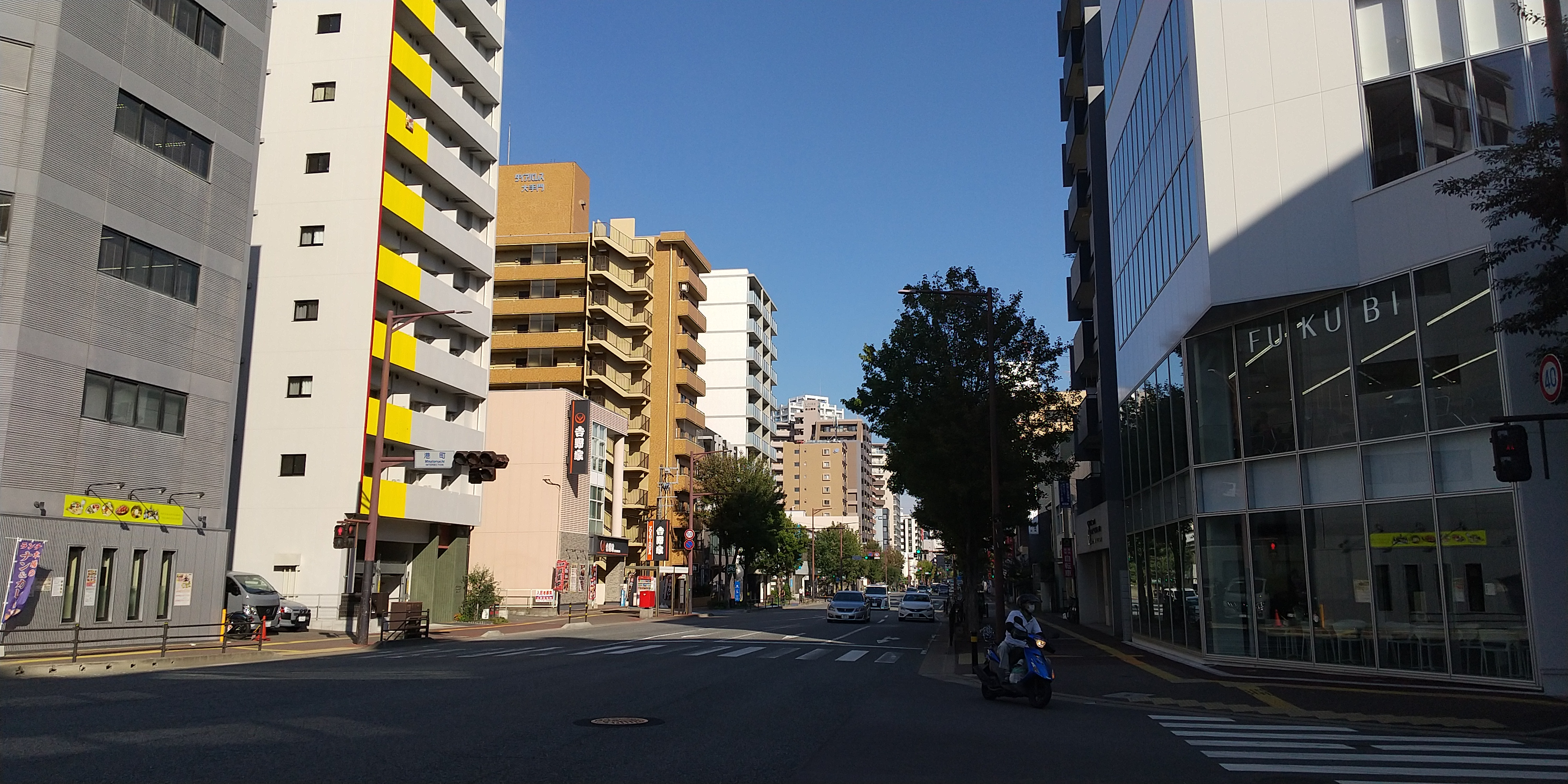
那の津通り、港町交差点の東側（左：港、右：大手門）
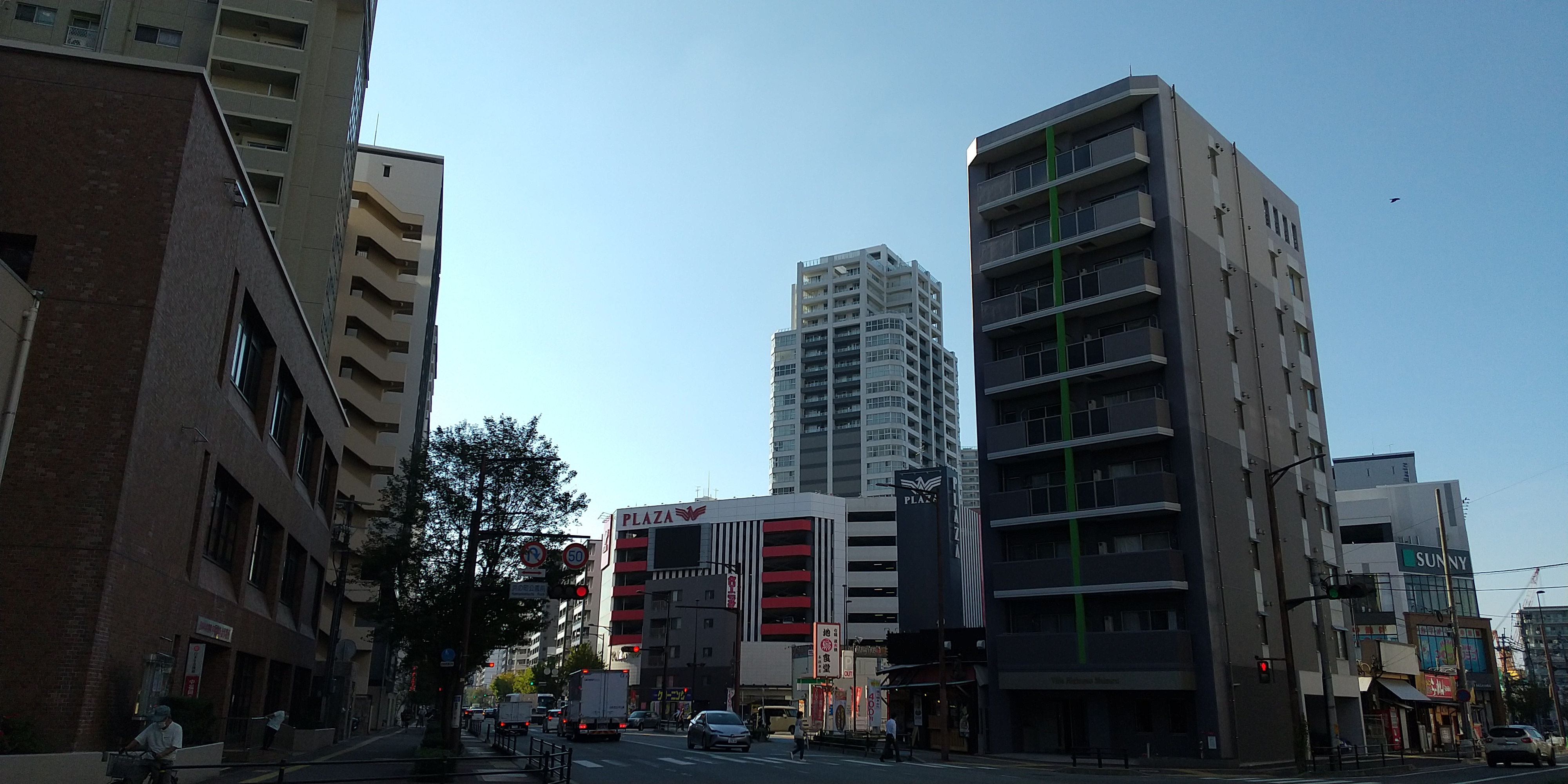
那の津通り、浜の町公園前交差点の西側（左：大手門、右：港）
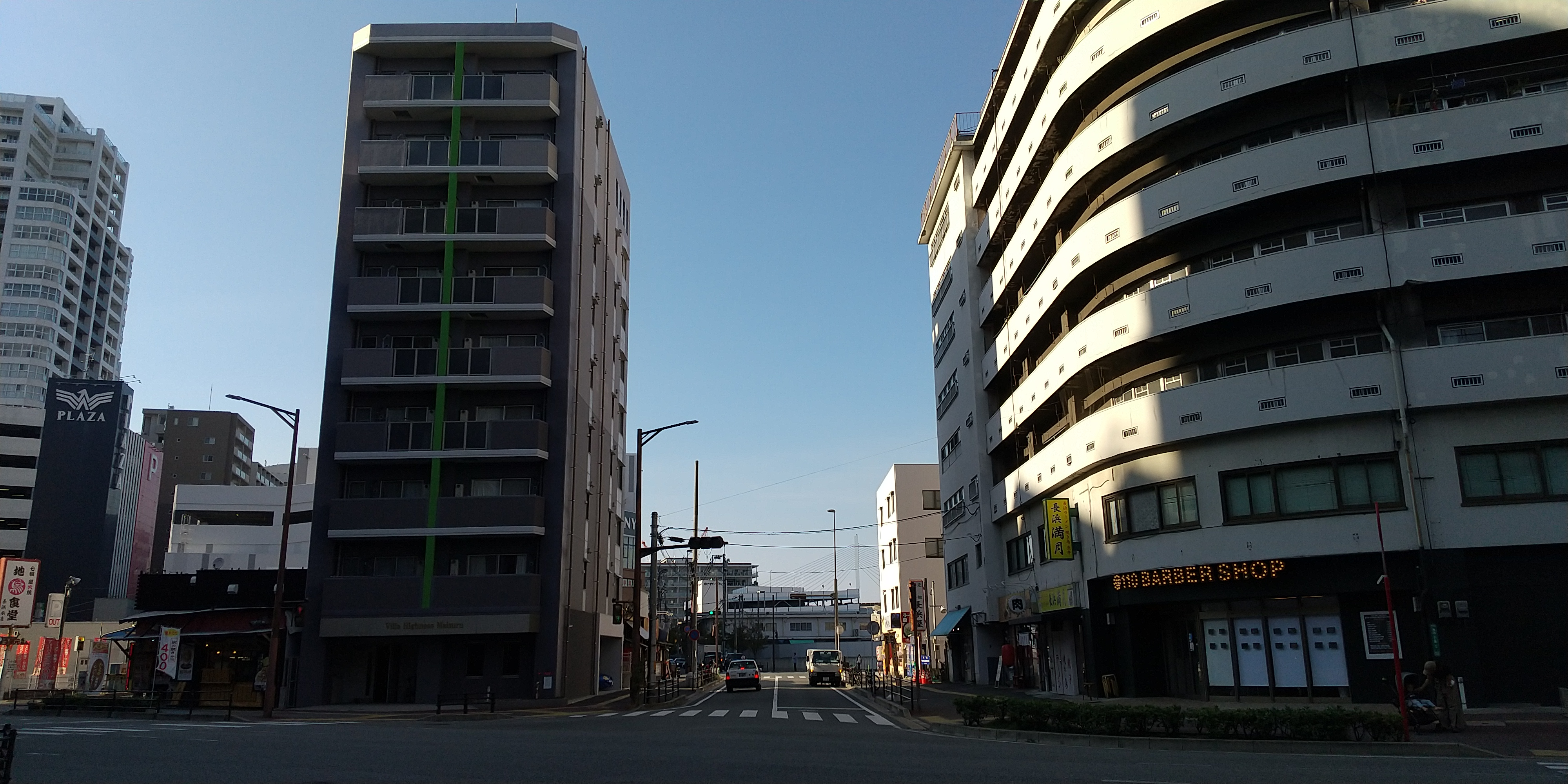
舞鶴港線、浜の町公園前交差点の北側（左：港、右：長浜）
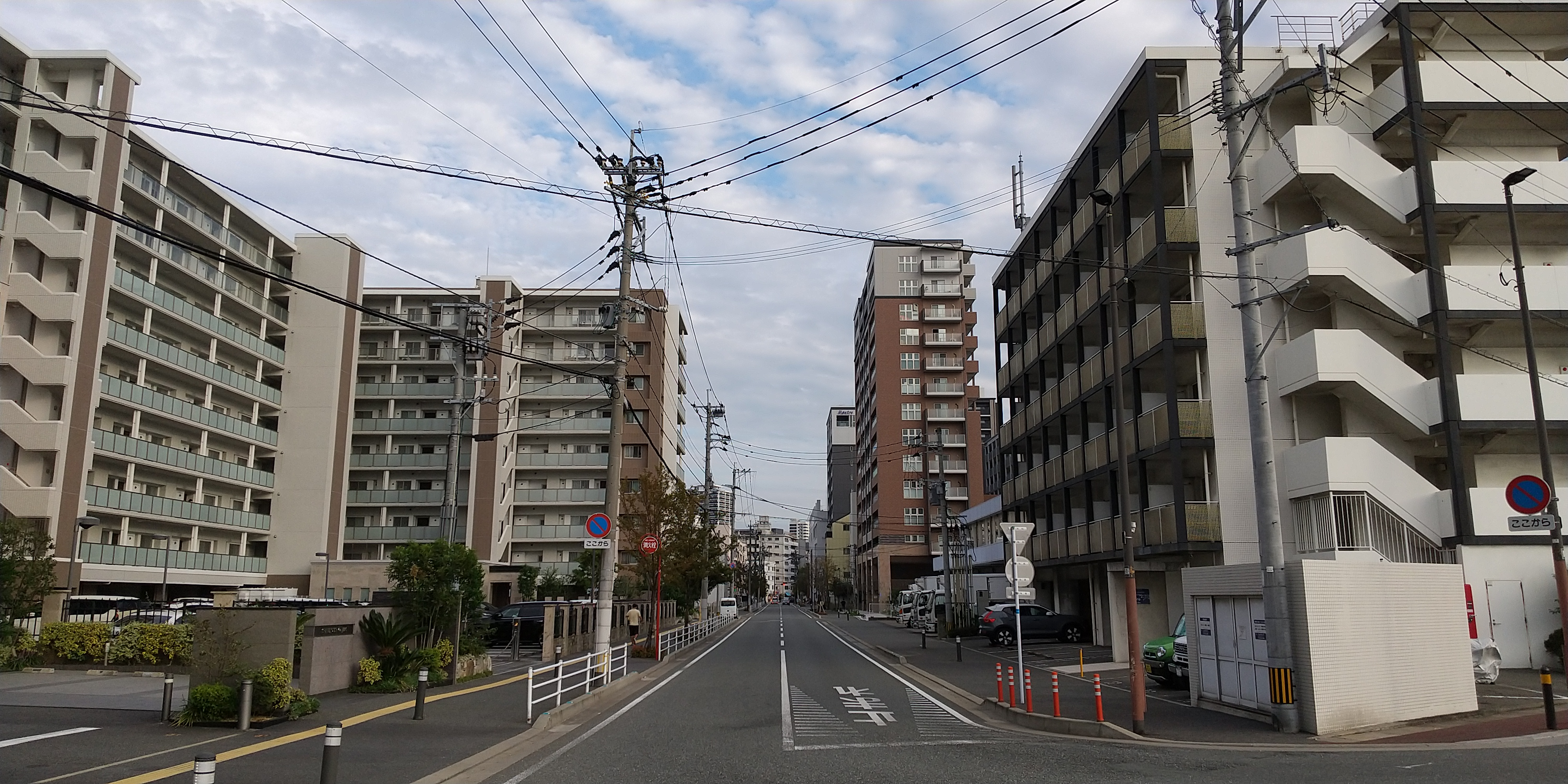
舞鶴港線、港1423号線の南側（左：長浜三丁目、右：港一丁目）
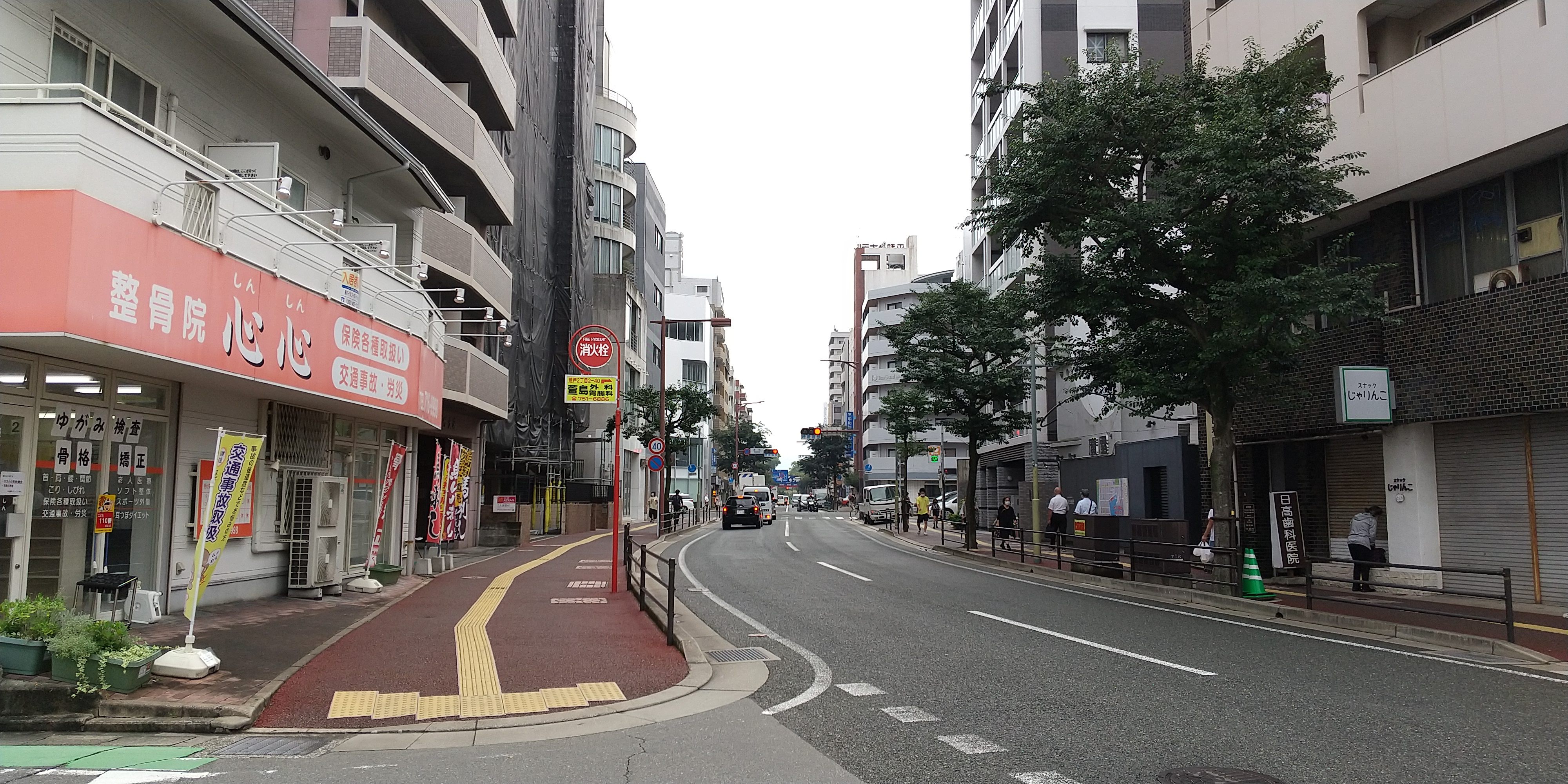
荒戸荒津線、港1422号線の南側（左：港二丁目、右：荒戸一丁目）
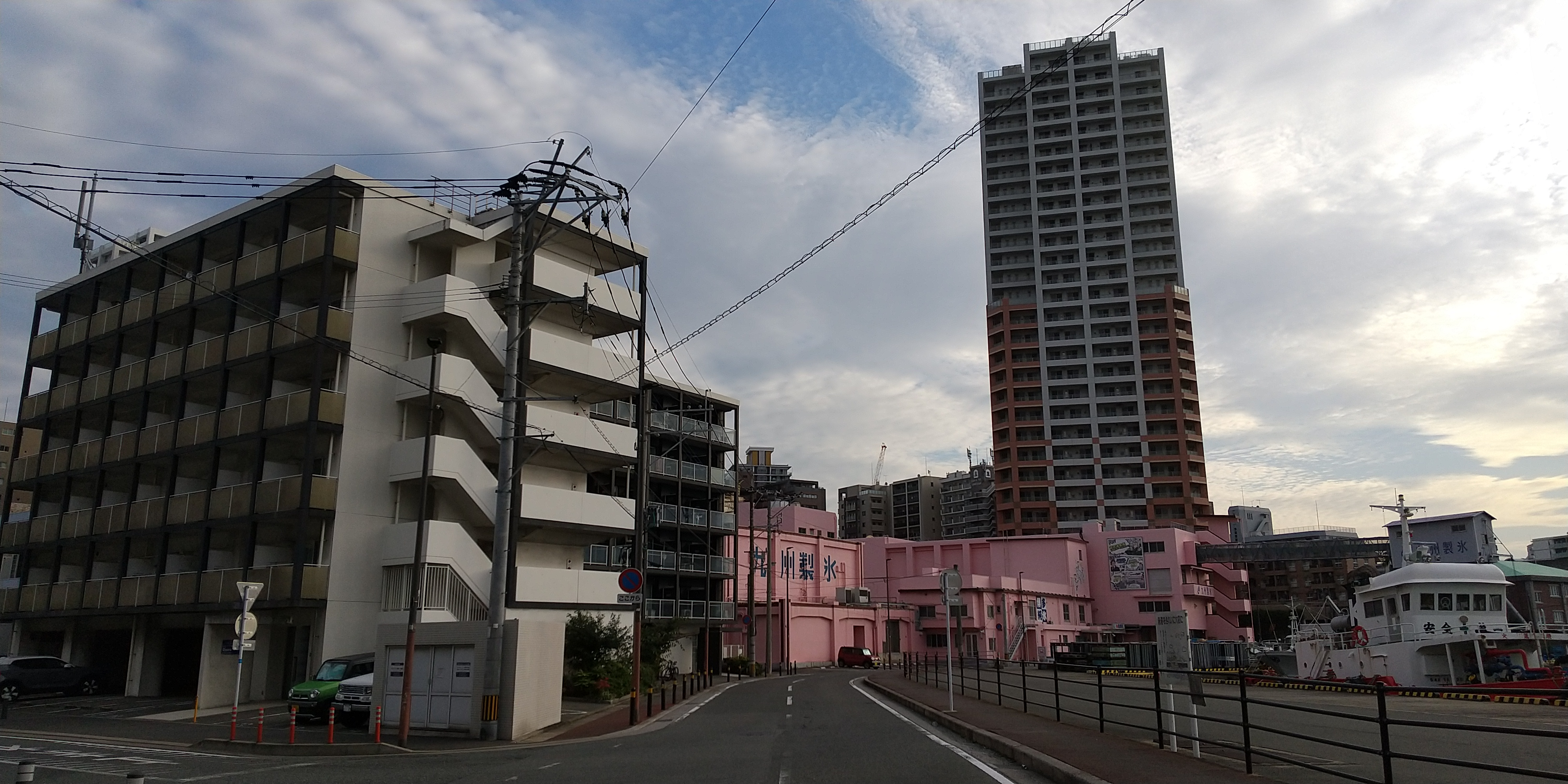
港1423号線、舞鶴港線の西側
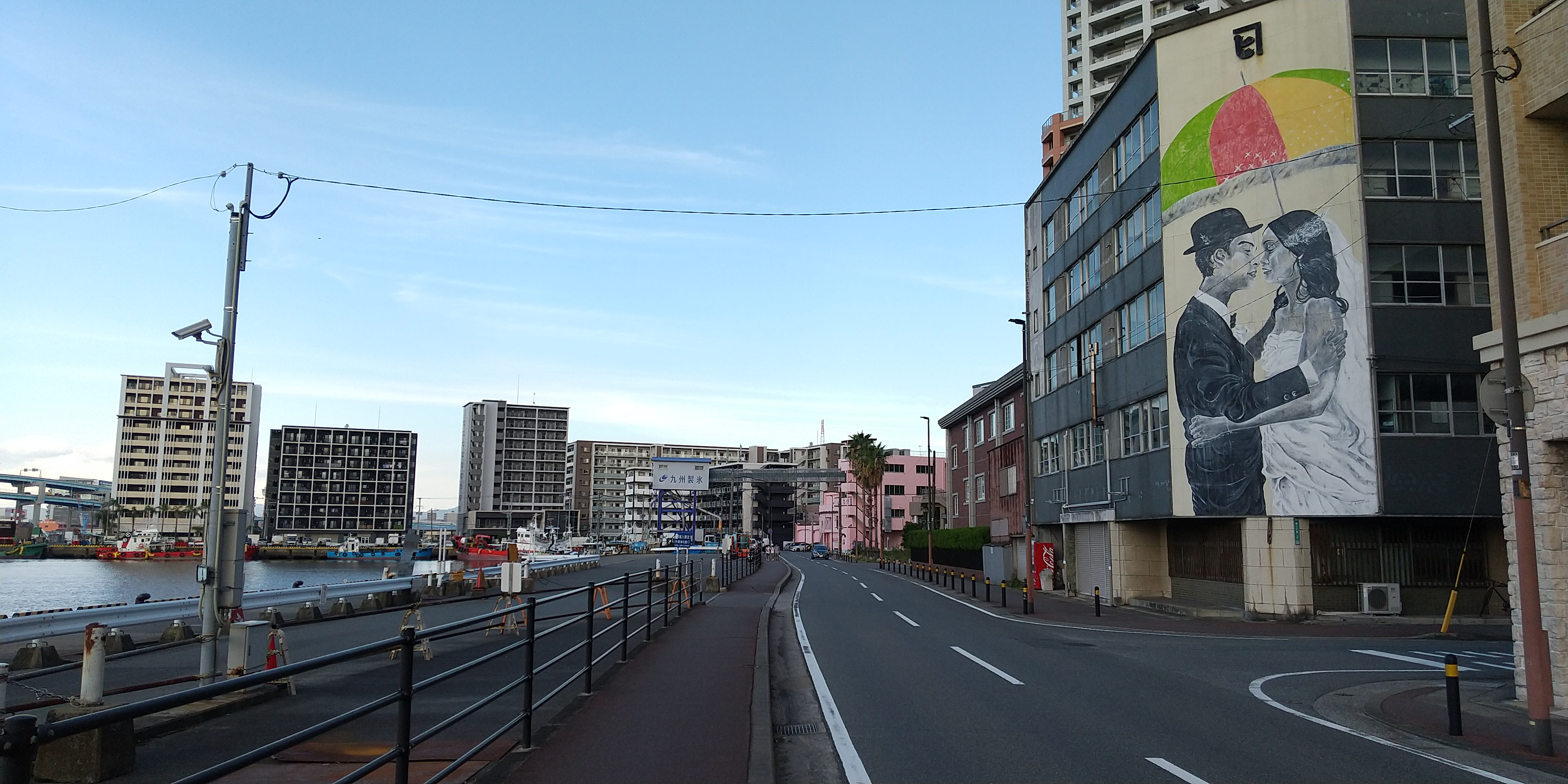
港1423号線（港1427号線の東側）
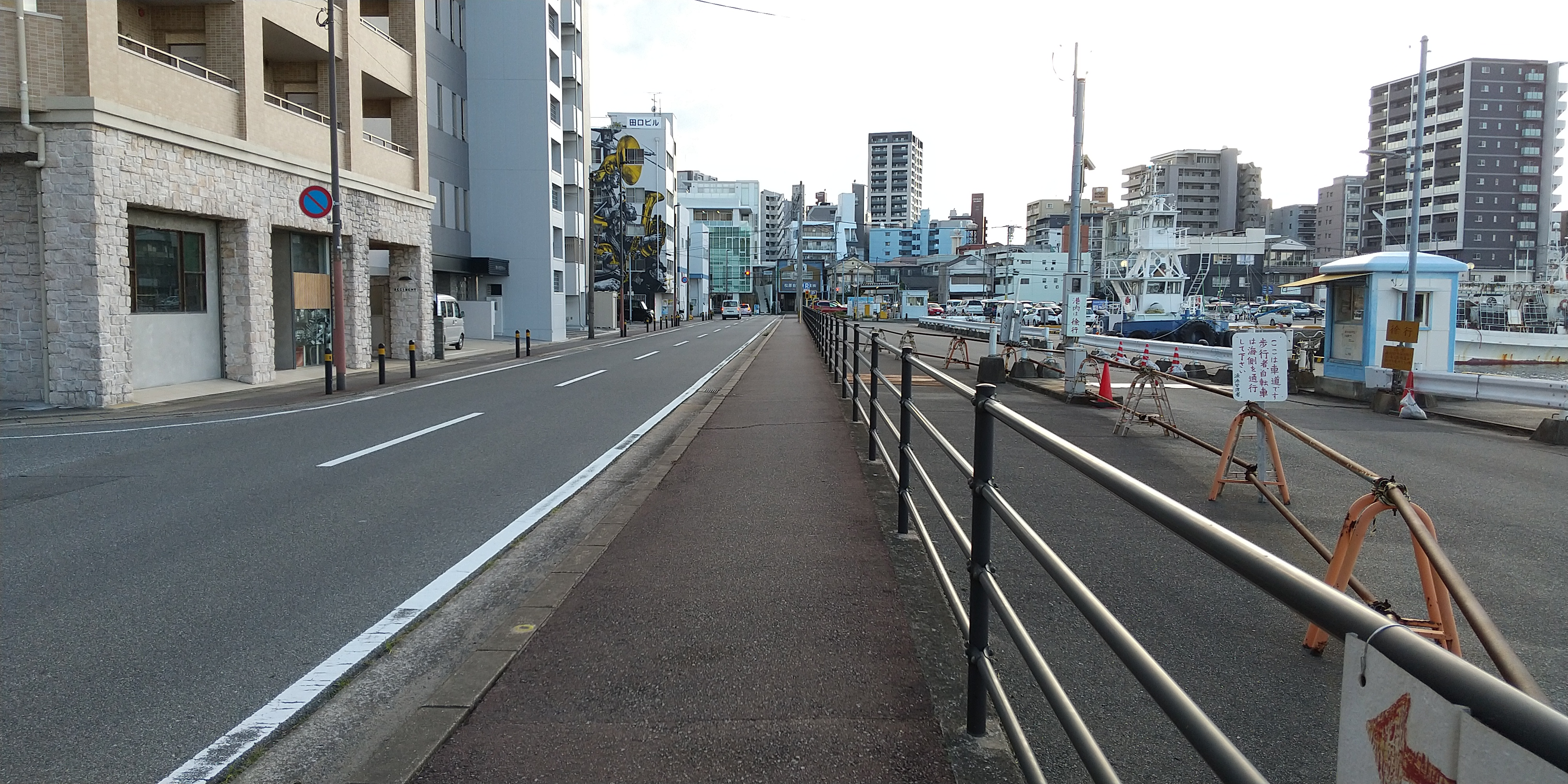
港1423号線（港1427号線の西側）
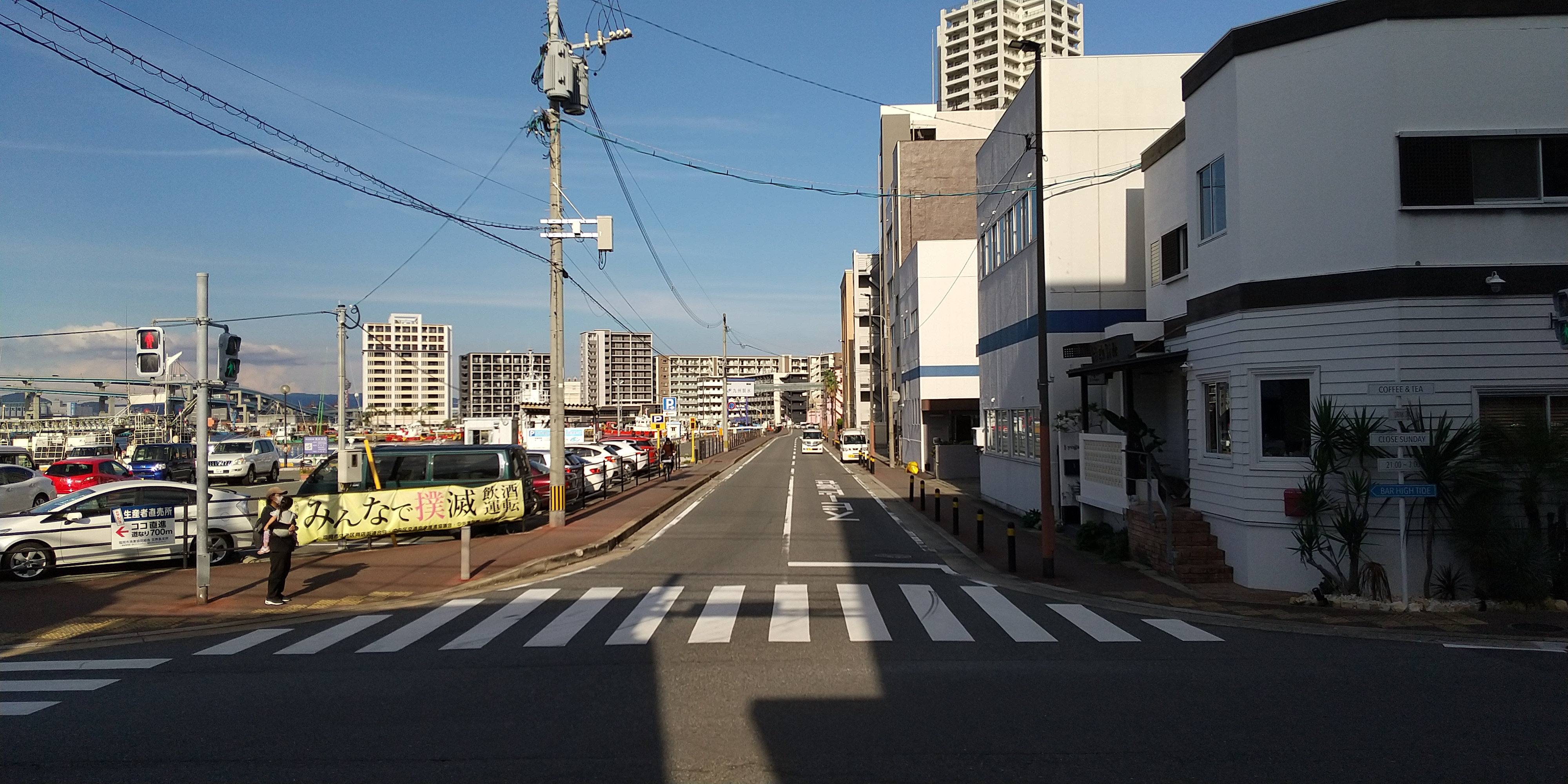
港1423号線（港1407号線の東側）

#### 臨港道路
湊三丁目の一部の地区は臨港地区に指定されており、一部を除き地区内の道路は臨港道路である。

## 施設

### 公共・公益施設
- 福岡船だまり[注釈 1]
- 福岡港郵便局[注釈 2]
- 九州電力送配電荒戸変電所[注釈 3]
- 博多漁港かもめ広場[注釈 4]
- 福崎公園（ふくざきこうえん）[注釈 5]

主な公共・公益施設の写真
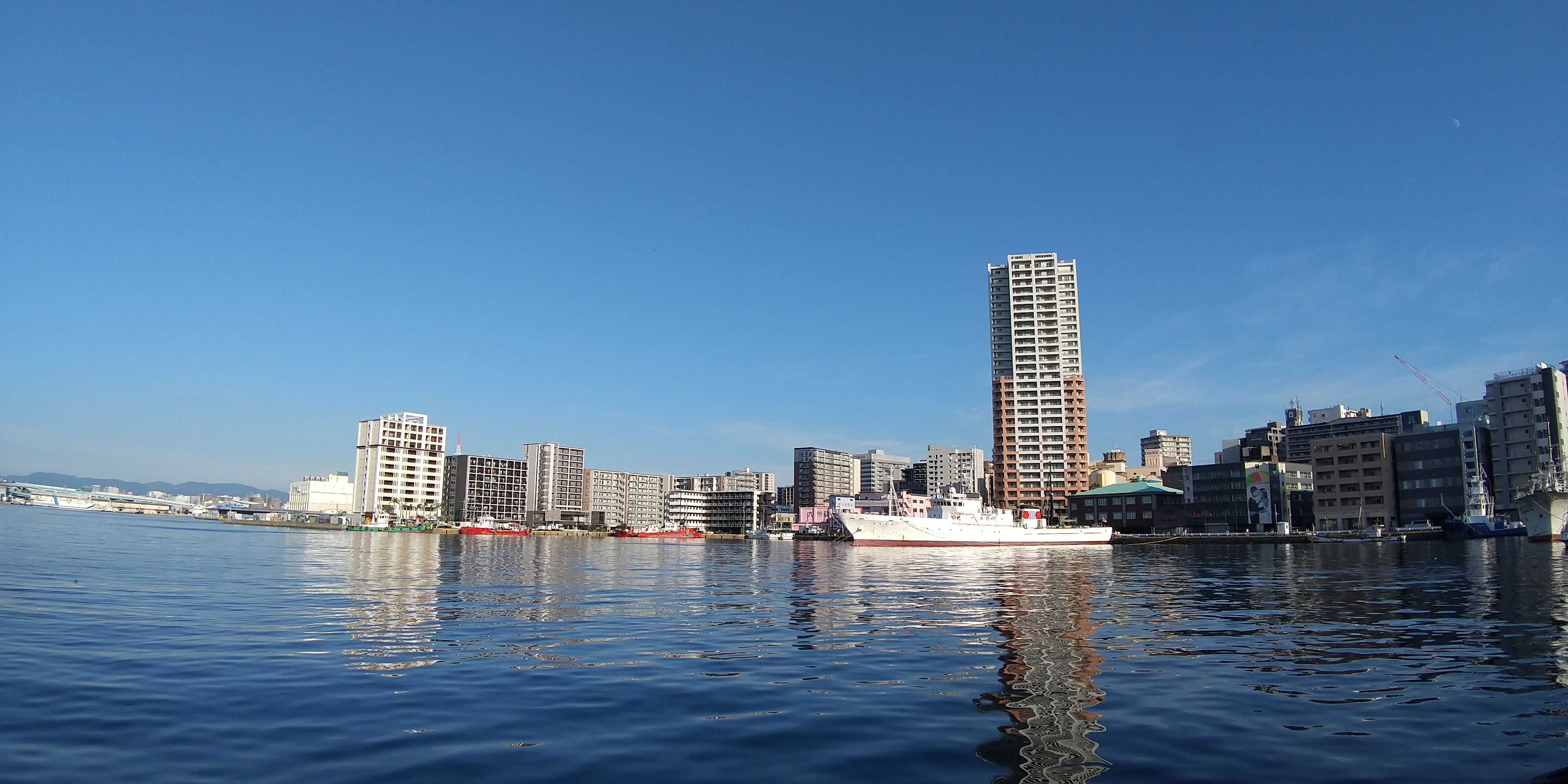
福岡船だまり
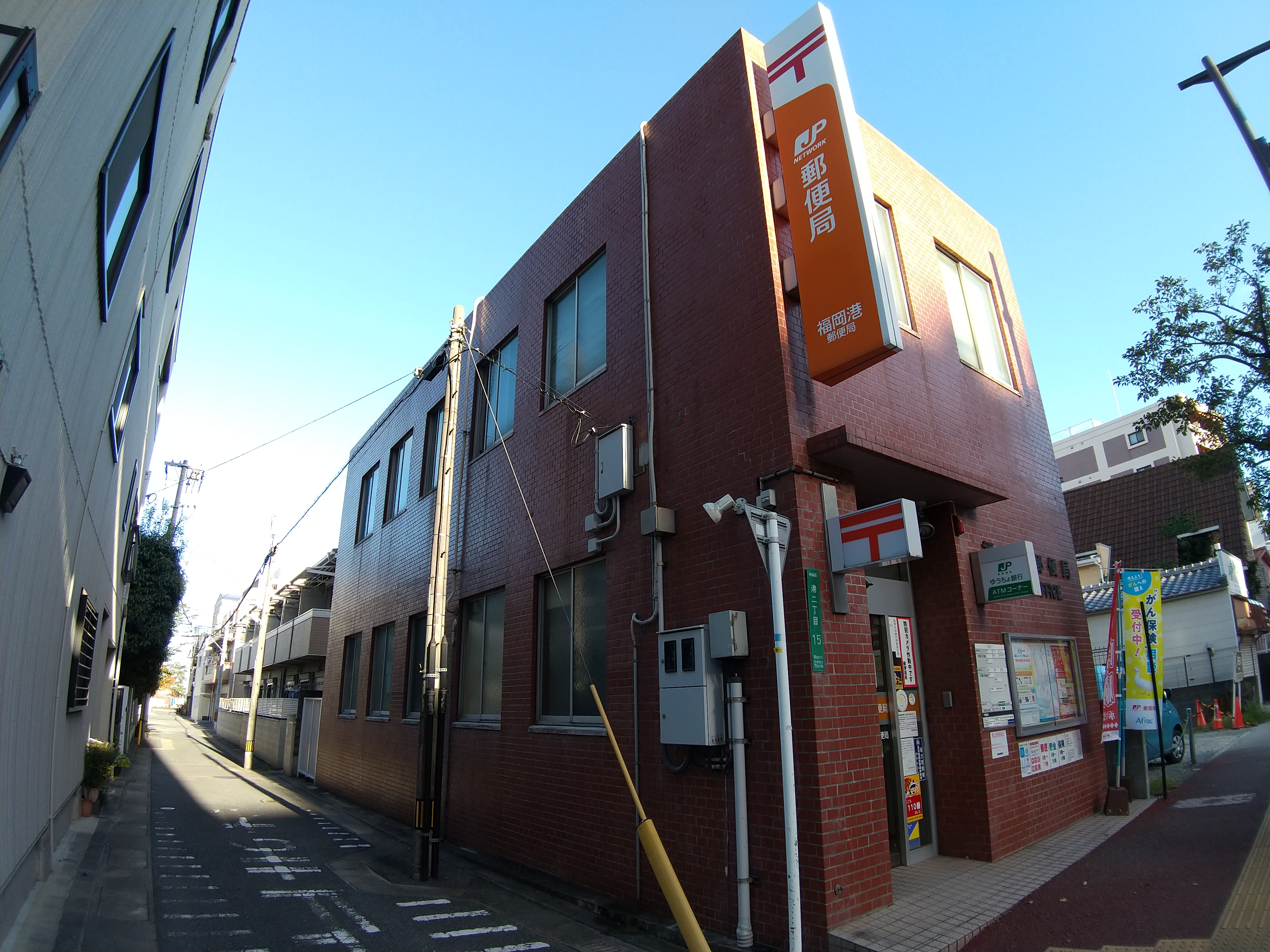
福岡港郵便局
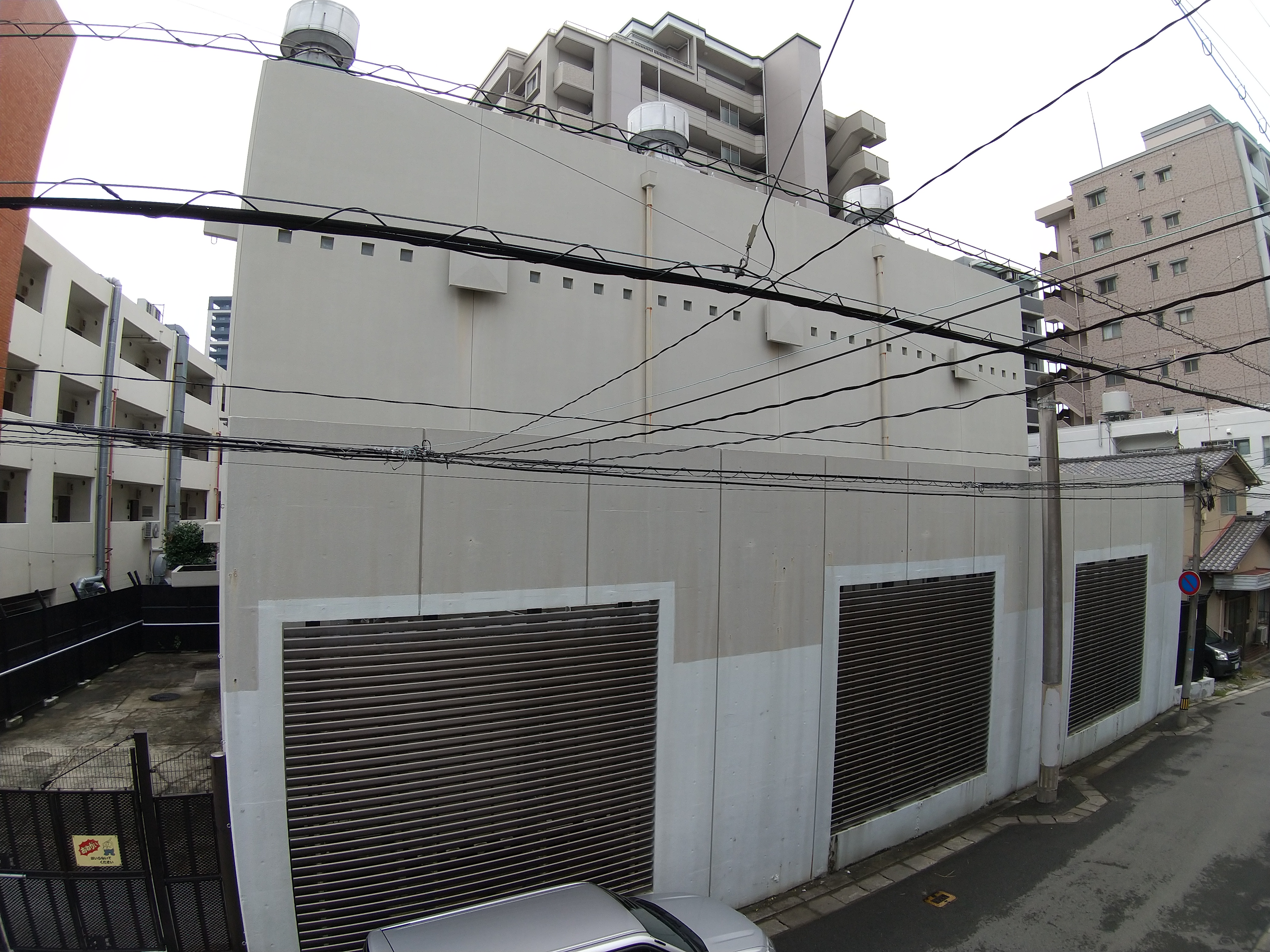
九州電力送配電荒戸変電所
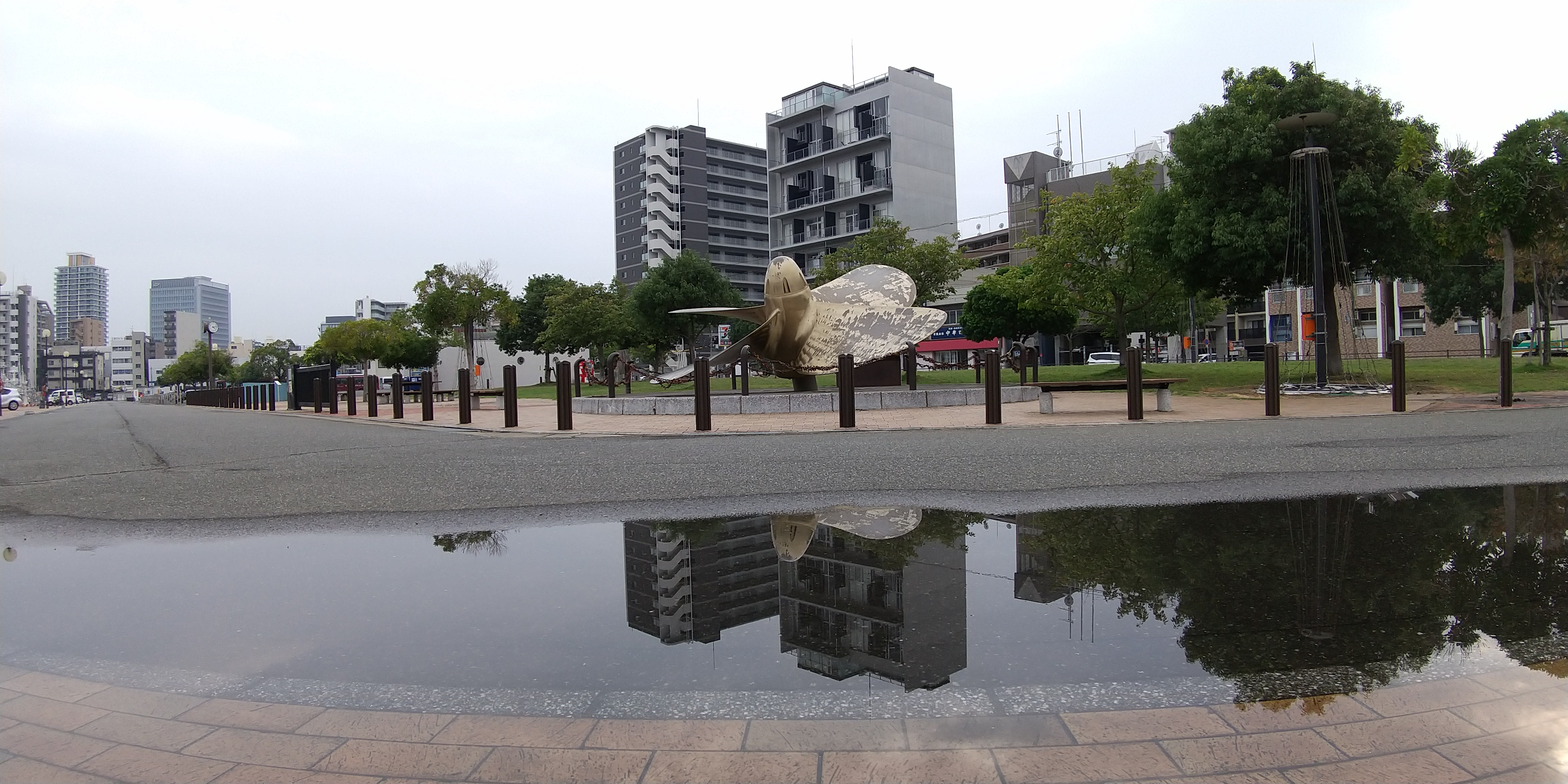
博多漁港かもめ広場
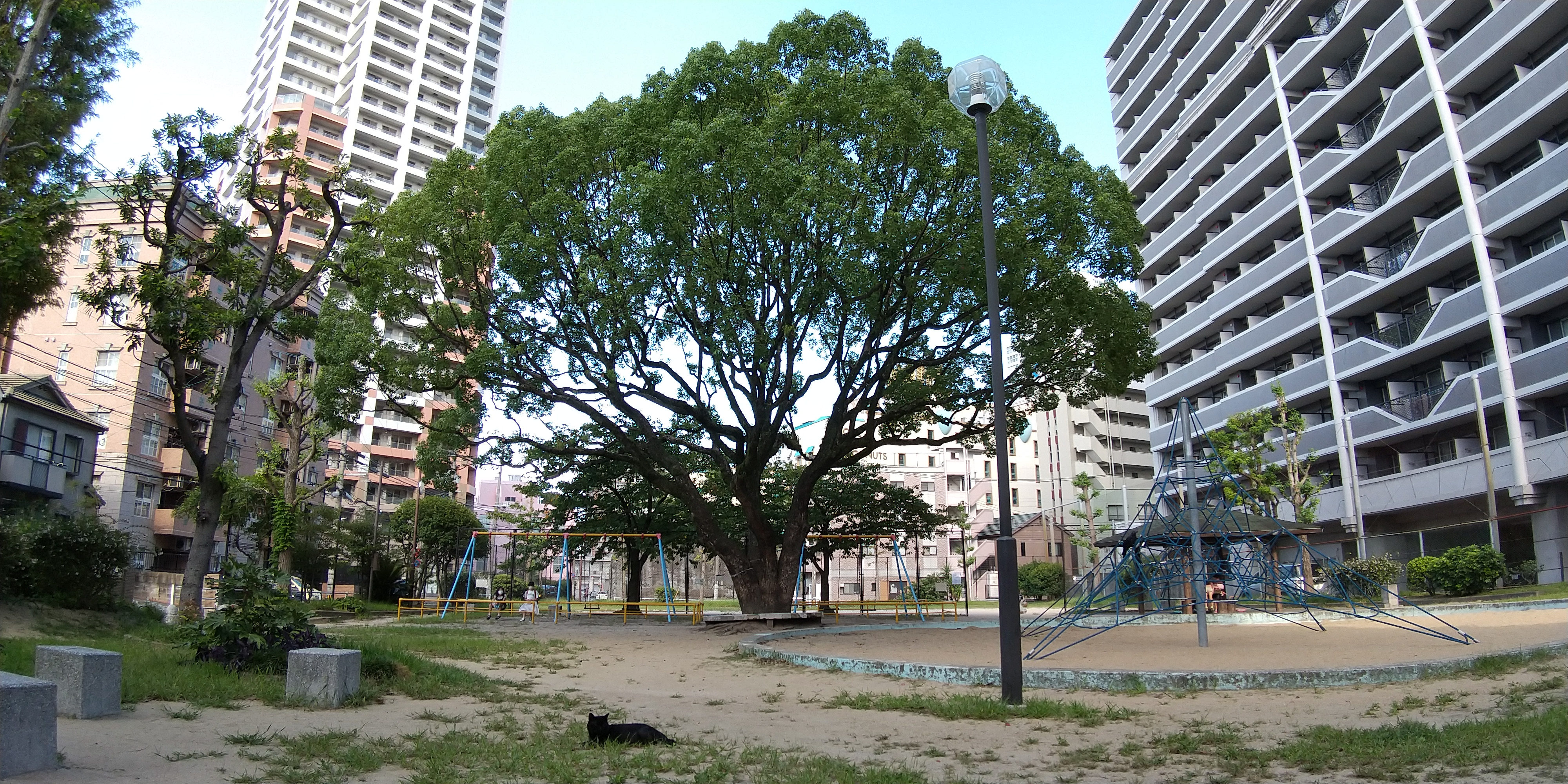
福崎公園

### 学校

#### 小・中学校
町内に小・中学校は存在しないが、校区については、次のとおりである。
- 小・中学校：福岡市立舞鶴小中学校（小中併設校）[注釈 6]

### 商業施設
- みなと銀座商店街（荒戸荒津線等）[注釈 7]

主な商業施設の写真
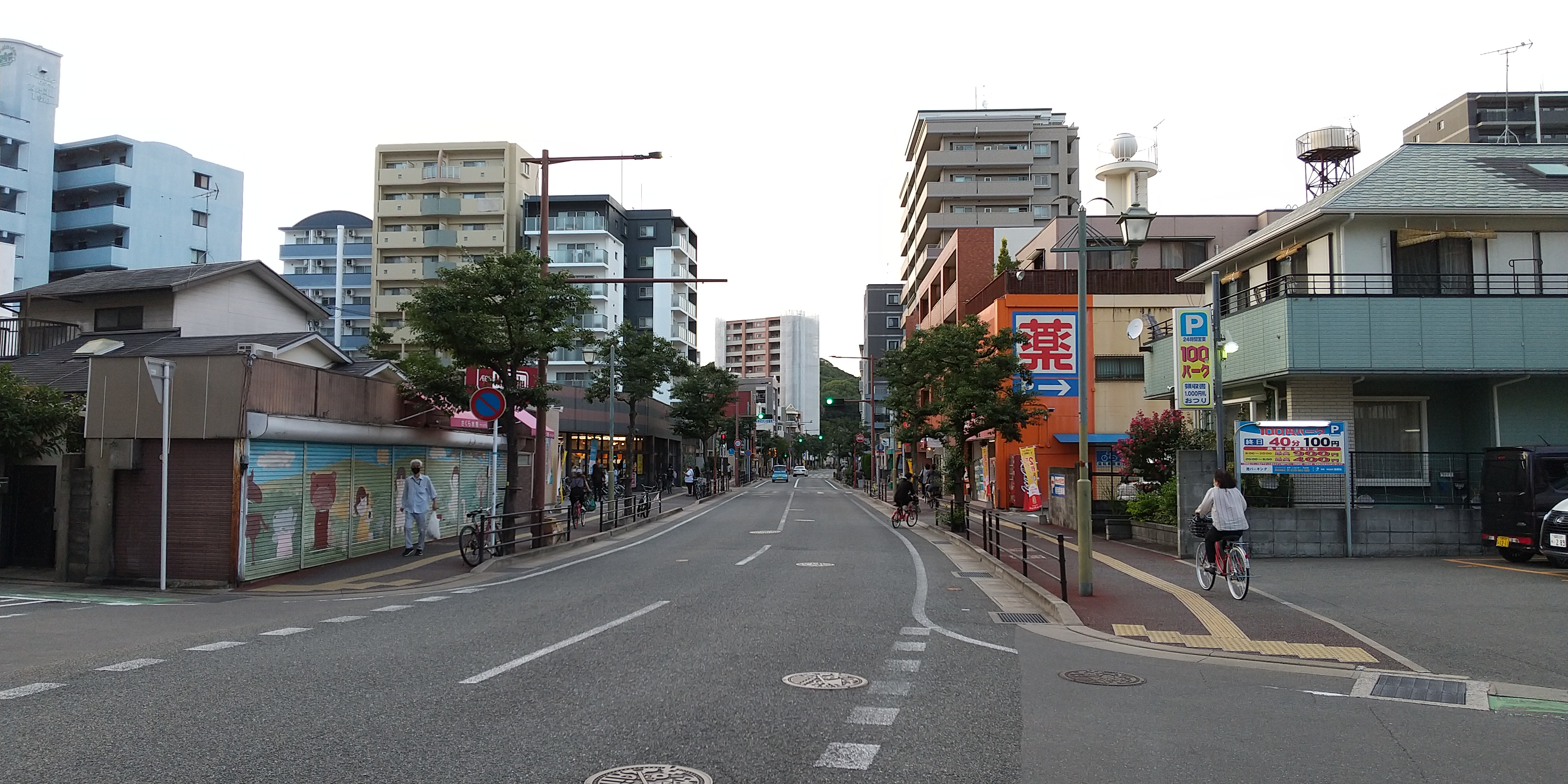
みなと銀座商店街（荒戸荒津線、左：港二丁目、右：荒戸一丁目）
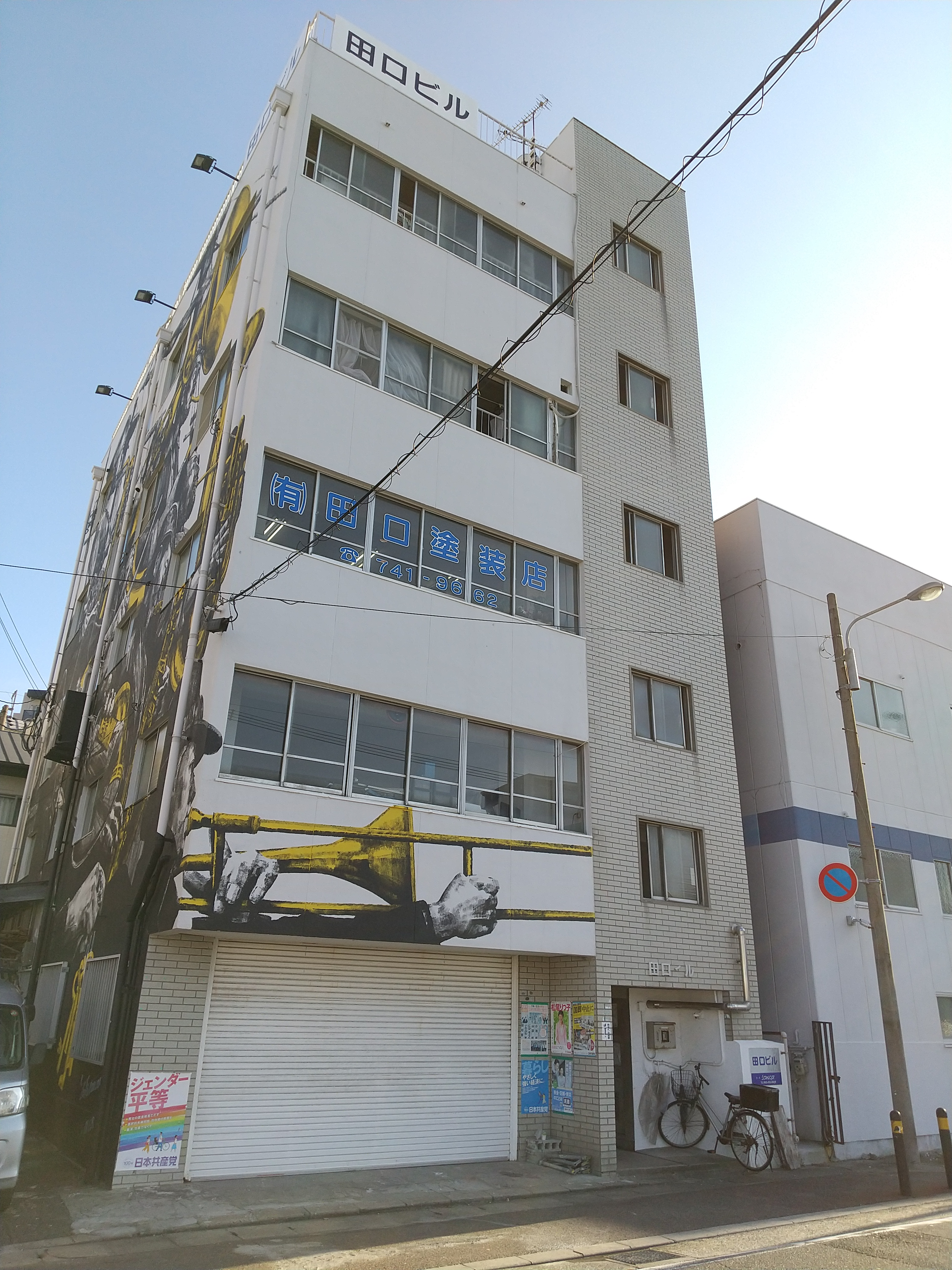
みなと銀座商店街振興組合

### その他の施設
- 福岡造船株式会社[注釈 8]
- 九州製氷株式会社[注釈 9]

その他の施設の写真
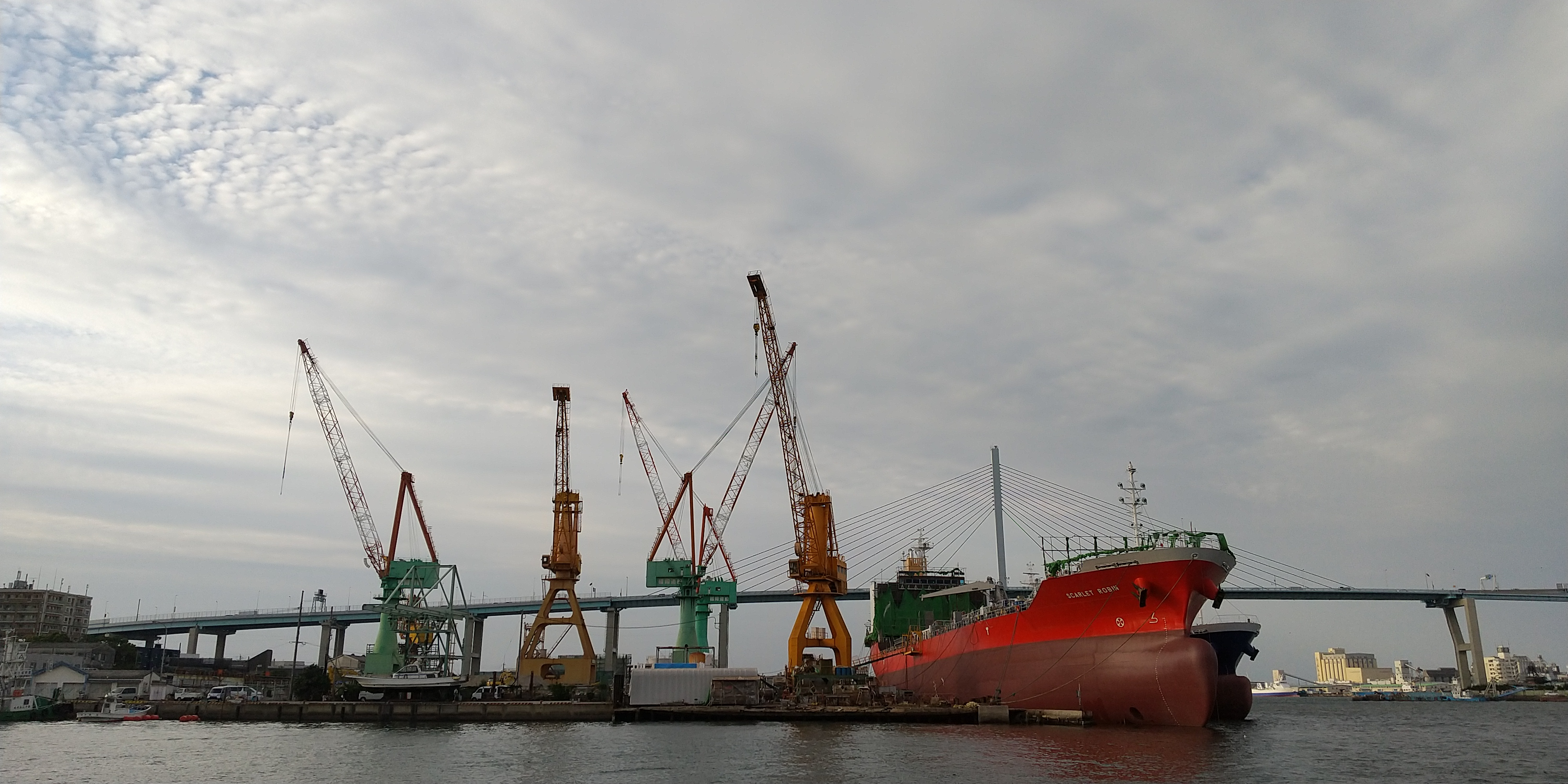
福岡造船株式会社
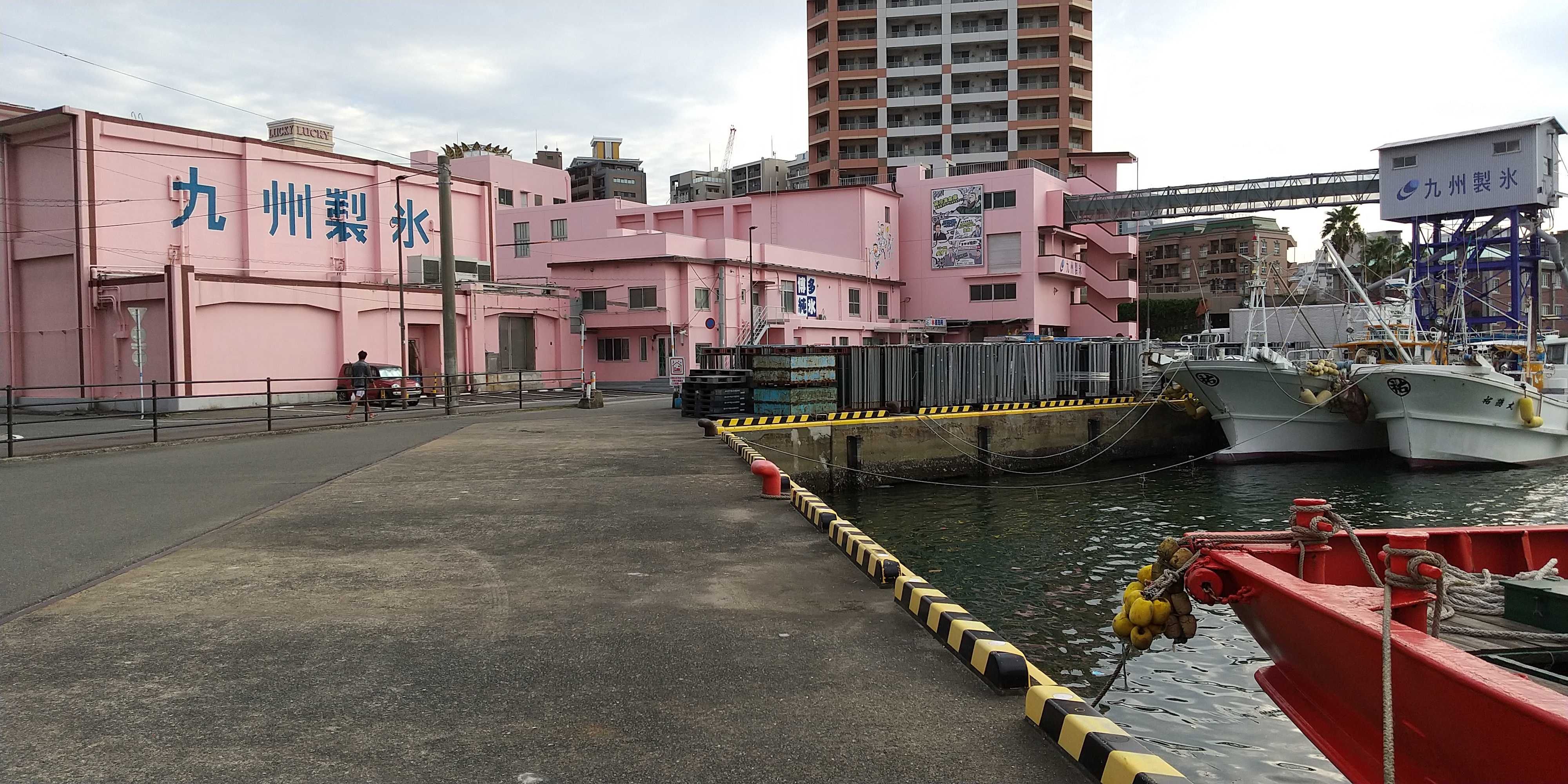
九州製氷株式会社

### 金融機関
- 福岡銀行湊町支店
- 福岡港郵便局（再掲）

## 名所・旧跡
- 黒瀬神社（くろせじんじゃ）[注釈 10]
- 波戸（はと）の住吉神社と午砲（ごほう）場跡[注釈 11]
- 水上飛行場跡[注釈 12]
- 荒津大橋

主な名所・旧跡の写真
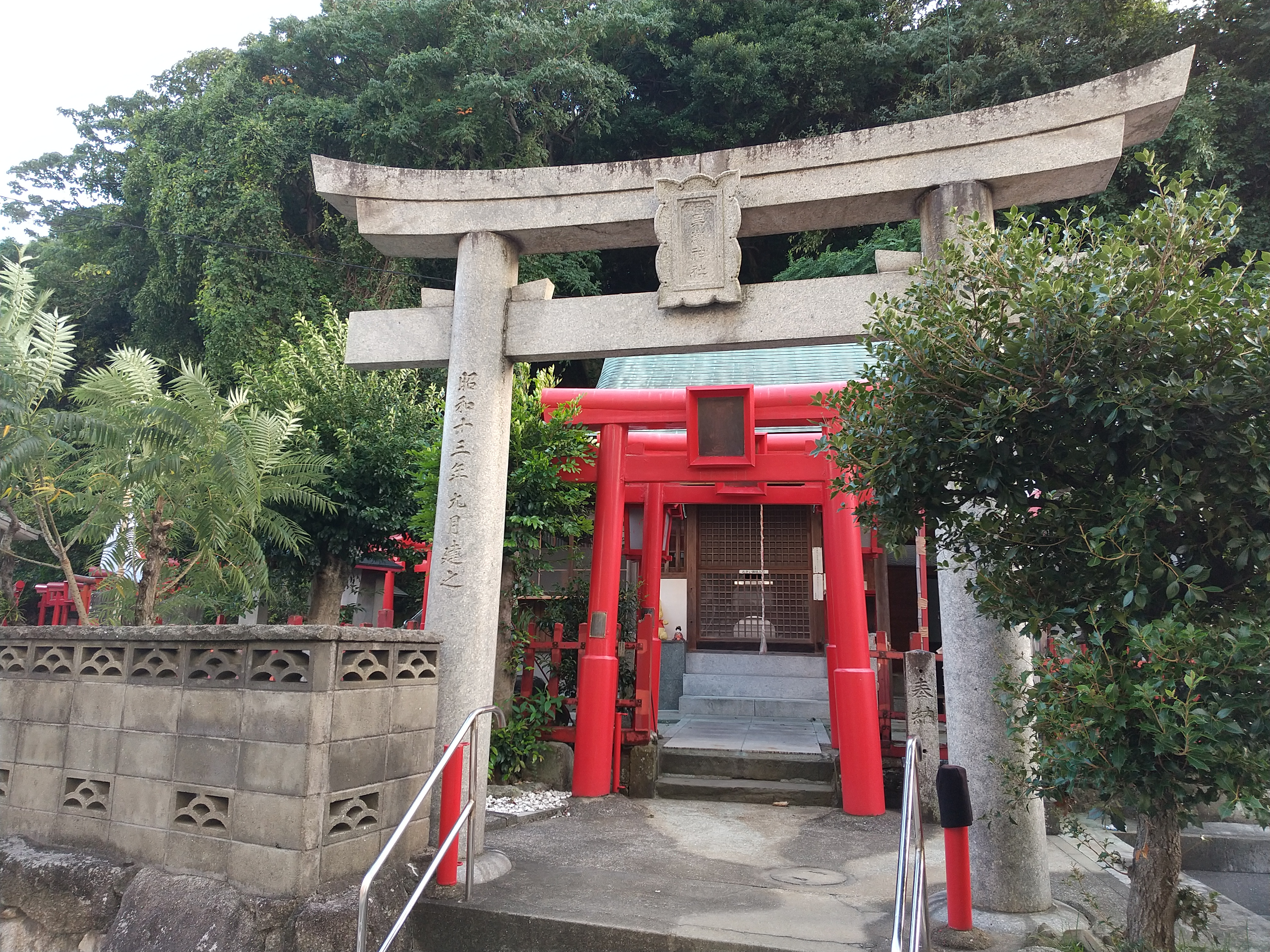
黒瀬神社
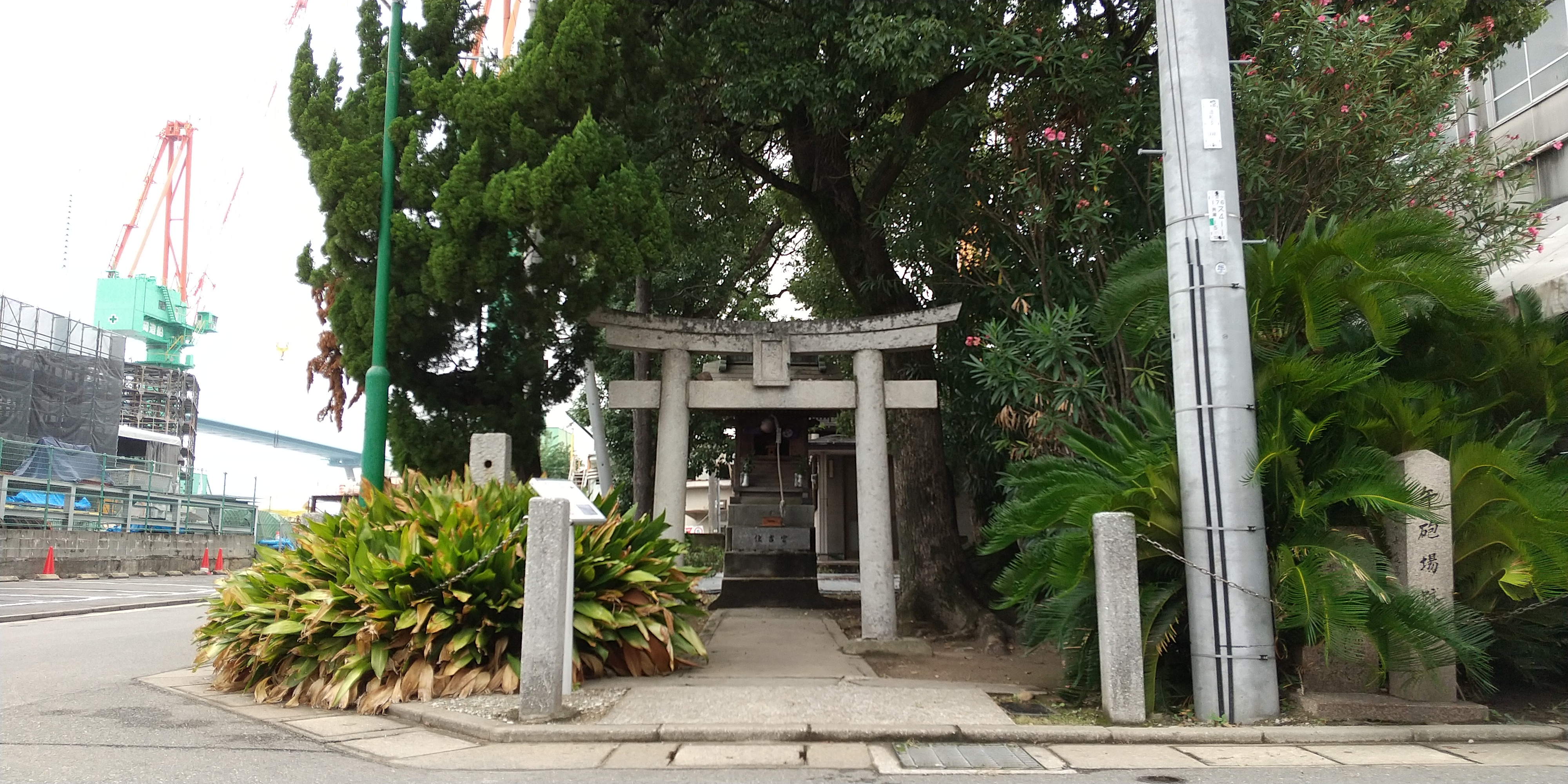
波戸の住吉神社と午砲場跡
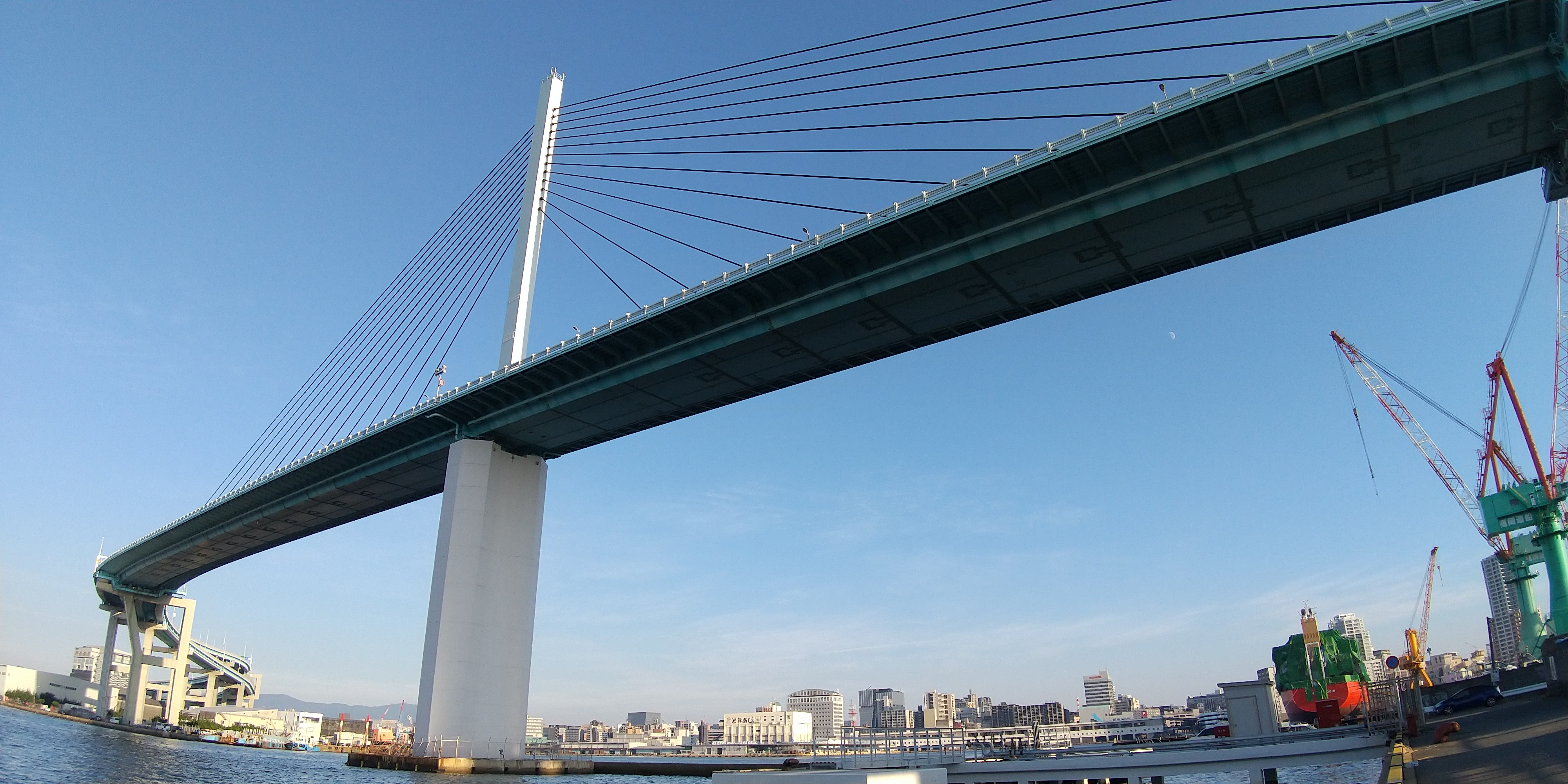
荒津大橋